# 新北市立義學國民中學
義學國民中學（英語：Yi-Shiue Junior High School）位於新北市泰山區義仁里。2021年9月時，學生人數已減少到1200人。目前，班級數共49班，7年級19班，8年級15班，9年級15班。

## 歷史
- 1991年8月奉名為義學國中，借用義學國小校舍。
- 2004年10月移到義學國小旁邊，才真正成立了義學國中。

## 歷任校長
| 任期 | 姓名       | 任職日期  | 離職日期  | 備註 |
| ---- | ---------- | --------- | --------- | --- |
| 1    | 葉進雄先生 | 1991年8月 | 1994年7月 | 調任臺北縣立明志國民中學。                                                                                          |
| 2    | 許靜雄先生 | 1994年8月 | 2002年7月 | 原臺北縣立萬里國民中學校長轉任，調任臺北縣立林口國民中學。                                                          |
| 3    | 劉和然先生 | 2002年8月 | 2007年4月 | 調升臺北縣政府教育局局長。                                                                                          |
| 代理 | 曾慶東先生 | 2007年4月 | 2007年7月 | 教務主任代理 |
| 4    | 宋宏明先生 | 2007年8月 | 2011年7月 | 原臺北縣立深坑國民中學校長轉任，調任新北市立蘆洲國民中學。                                                          |
| 5    | 林翠雯女士 | 2011年8月 | 2013年7月 | 原新北市立鷺江國民中學校長轉任，任內退休。 因任鷺江國中校長任內包庇多起性騷擾案遭監察院彈劾，公懲會議決降二級改敘。 |
| 6    | 楊尚青先生 | 2013年8月 | 2017年7月 | 原新北市立光榮國民中學校長轉任，調任新北市立五股國民中學。                                                          |
| 7    | 楊麗華女士 | 2017年8月 | 2022年7月 | 原新北市立達觀國民中小學校長轉任，任內退休。                                                                        |
| 8    | 施青珍女士 | 2022年8月 | 至今      | 原新北市立三和國民中學校長轉任。                                                                                    |

## 學校大樓
該校共有五棟大樓：
- 行政大樓：學務處、教務處、總務處、校長室、輔導處。
- 圖書館：包含了圖書館、閱覽室。
- 演藝廳：表演、開會、典禮…等重要活動都在此。
- 教學大樓：A棟：9年級，B棟：7年級，C棟：8年級。
- 專科大樓：各科（理化及生物實驗室、音樂、資訊、表演藝術、烹飪、童家、美術）的教室都在此。

## 辦公室位置
- 體育老師辦公室(又稱體育組)：C棟1樓
- 特教老師辦公室(又稱特教組)：行政大樓4樓
- 專任老師辦公室(三專)：A棟3樓
- 專任老師辦公室(五專)：B棟5樓
- 七年級導師辦公室：B棟4樓
- 八年級導師辦公室：C棟3樓
- 九年級導師辦公室：A棟4樓
- 學務處：行政大樓1樓
- 總務處：行政大樓1樓
- 教務處：行政大樓2樓
- 人事、會計室(義學國中內，這兩個辦公室是一體的)：行政大樓2樓
- 校長室：行政大樓3樓
- 輔導室：行政大樓4樓

## 來源
https://www.ysjh.ntpc.edu.tw/nss/p/index （页面存档备份，存于）

## 著名校友
- 蘇麗文
- 蔡黃汝
- 夏如芝
- 陳宥辰[來源請求]

## 外部連結
- （繁體中文） 新北市立義學國中
- 新北市義學國中輔導處（页面存档备份，存于）